# Eugen Neculau
Eugen D. Neculau (n. 29 decembrie 1900, Ungureni, județul Botoșani – d. 1974, Iași) a fost un pedagog român, întemeietorul și animatorul Căminului Cultural și al Universității Populare de la Ungureni, unul dintre puținele experimente românești reușite în domeniul educației adultului.

## Biografie
Eugen D. Neculau s-a născut în satul Ungureni în anul 1900. A urmat studiile primare în satul natal și cele gimnaziala și liceale la Liceul „Grigore Ghica voievod” din Dorohoi și la Liceul „Anastasie Bașotă” din Pomârla. Simțul datoriei față de cei din rândurile cărora provine, sentiment care îl va caracteriza tot restul vieții, îl determină pe tânărul Neculau să se angajeze ca infirmier voluntar în timpul Primului Război Mondial.
După obținerea bacalaureatului se înscrie la Facultatea de Litere și Filosofie a Universității din Iași avându-i profesori pe Ion Petrovici, Constantin Fedeleș, Ion Găvănescu și Petre Andrei.
În anul 1920 se căsătorește cu Ana (Aneta) Arnăutu, învățătoare.
În 1925 obține licența în filosofie și, deși i se propusese un post de asistent la Facultatea de Filosofie, preferă un post în învățământul preuniversitar la Dorohoi, pentru a fi cât mai aproape de meleagurile natale. Între anii 1925-1929 a predat la Seminarul „Pimen mitropolitul”, la Liceul „Grigore Ghica voievod” din Dorohoi și la Școala Normală din Șendriceni.
În 1927 reușește să finalizeze un proiect pe care îl inițiase încă din perioada studenției, în 1924: înființarea unui Cămin Cultural la Ungureni, instituție care inițial a fost subordonată Fundației culturale conduse de Dimitrie Gusti.
Între 1929-1948, deși în prima jumătatea a acestei perioade a continuat să locuiască la Ungureni, a fost profesor de pedagogie și filosofie la Seminarul „Veniamin Costache” din Iași. Obțienerea unei burse îi permite să urmeze o specializare la Paris, în 1930. În 1936, cu mari eforturi, reușește să înființeze Universitatea Populară de la Ungureni, unul dintre puținele experimente românești reușite în domeniul educației adultului.
Din 1938 se stabilește cu familia la Iași, locuind într-o casă parohială a bisericii „Sfântul Gheorghe” - Lozonschi. Activează ca profesor la Școala Normală „Vasile Lupu” din Iași dar continuă să participe la activitățile inițiate la Ungureni. În 1940 obține doctoratul în pedagogie, iar în 1944 obține titlul de Doctor în Litere și Filosofie cu teza Condițiile și perspectivele unei pedagogii a satului românesc, teză realizată sub îndrumarea lui Ion Petrovici.
Perioada de după război a fost dificilă: activitatea Universității Populare din Ungureni a fost interzisă iar posturile didactice în care a fost numit erau la diferite școli de cartier din Iași. S-a pensionat la 1 ianuarie 1959, însă a continuat să studieze și să redacteze un număr important de manuscrise. Cu câteva luni înainte de moarte sa, în 1974, a depus o parte însemnată a documentelor personale și a manuscriselor la Arhivele Statului din Iași, documente ce constituie Fondul „Universitatea Populară Ungureni” și Fondul personal „Eugen D. Neculau”.
Eugen Neculau a fost unchiul universitarului ieșean Adrian Neculau.

## Scrieri
Eugen Neculau a publicat numeroase studii și articole în revistele Cronica, Anuarul de lingvistică și istorie literară, Revista de pedagogie, Revista de etnografie și folclor, Îndrumătorul cultural, Magazin Istoric, precum și în cotidiene locale din Iași, Botoșani și Suceava.

#### Cărți publicate
- Jean Jacques Rousseau, omul și opera, Editura Institutului de arte grafice, 1938.
- Bibliografia satului românesc, Iași, 1942.
- Sate pe Jijia de Sus. Așezările (editor: Marcel Lutic), vol. I, Iași, Institutul Român de Genealogie și Heraldică „Sever Zotta”, 2003.